# Dubai Desert Classic 2011
De Dubai Desert Classic 2011 - officieel de Omega Dubai Desert Classic 2011 - was een golftoernooi, dat liep van 10 tot en met 13 februari 2011 en werd gespeeld op de Emirates Golf Club in Dubai. Het toernooi maakte deel uit van de Europese PGA Tour 2011 en het totale prijzengeld bedroeg € 1.930.000.
Titelverdediger was Miguel Ángel Jiménez die vorig jaar, in 2010, op de derde hole van de play-off Lee Westwood versloeg.
Het was de eerste keer dat de top 3 van de Official World Golf Ranking samen in een toernooi van de Europese Tour speelden in het Midden-Oosten. Dit waren Lee Westwood, Martin Kaymer en Tiger Woods. Tijdens de Pro-Am zal het team van tweevoudig winnaar Tiger Woods bestaan uit amateurs waarvan twee zich daarvoor kunnen kwalificeren, de derde speler wordt door loting bepaald.

## Verslag

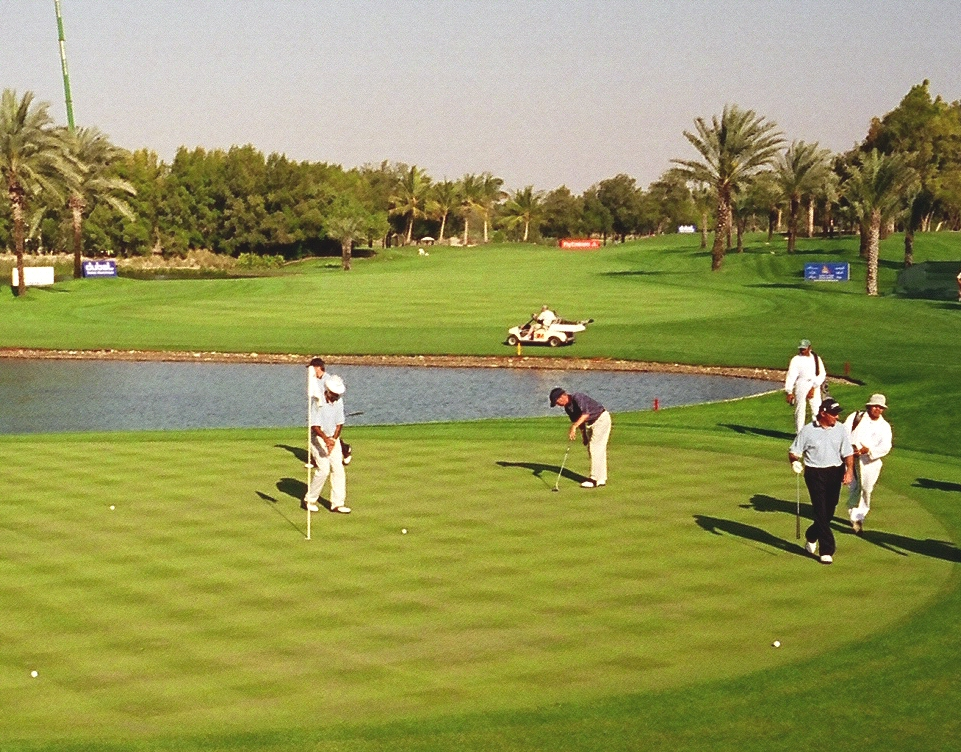
Green 18, par 5, waar weinig spelers met hun 2de slag over het water naar de green proberen te gaan. Tiger Woods maakte in Ronde 1 een eagle

Dit is de 22ste editie van de Dubai Classic. Lee Westwood kreeg het levenslange lidmaatschap van de Europese Tour aangeboden. Hij is de tweede Engelsman, na Nick Faldo, die deze eer te beurt valt. Hij speelt nu 18 jaar zonder onderbreking op de Tour, en deze week speelt hij daar zijn 388ste toernooi. Na Ernie Els en Colin Montgomerie is hij de speler die het meest op de Tour heeft verdiend, bijna €24.000.000, en hij onttroonde op 31 oktober Tiger Woods, die 281 weken aaneen op de eerste plaats van de Official World Golf Ranking had gestaan.

### Dinsdag
Een demonstratietoernooi van 9 holes werd gespeeld op de par-3 baan. Tiger Woods & Mark O'Meara, Miguel Ángel Jiménez & Lee Westwood en Jeev Milkha Singh & Seung-yul Noh. De Amerikanen wonnen met -4, de Europeanen scoorden -2 en de Aziaten -1.

### Ronde 1
Rory McIlroy speelde in de ochtendronde en maakte een ronde van -7. Hij bleef daarmee aan de leiding. Thomas Aiken en Sergio García kwamen met -5 binnen en delen de 2de plaats. Maarten Lafeber en Floris de Vries speelden 1 onder par, net als Tiger Woods, Joost Luiten scoorde 72, Nicolas Colsaerts en Robert-Jan Derksen maakten een ronde van 73.

### Ronde 2
Een lichtbewolkte dag met 24 graden. Tiger Woods speelde in de ochtendronde en maakte -6, waardoor hij met een totaal van -7 gelijk kwam met McIlroy, die nog moest starten. Thomas Aiken ging na twaalf holes aan de leiding. Lee Westwood staat na ronde 2 op -5 en Martin Kaymer op -4.

Na zijn birdie op hole 15 stond McIlroy ook op -10, na hole 16 gold voor Sergio García hetzelfde. Na een birdie op de laatste hole stond McIlroy weer alleen aan de leiding met -11.

Keith Horne maakte een hole-in-one op hole 4. Tom Lewis haalde als enige amateur de cut met rondes van 73 en 70.

### Ronde 3
Alvaro Velasco, die zich maar net voor het weekend kwalificeerde en dus vroeg afsloeg, heeft een ronde gemaakt van 65, gelijk aan het toernooirecord van McIlroy, en staat nu -7. Uiteindelijk bleek dit hem op de gedeeld 4de plaats te brengen. Het vreemde deed zich voor dat de leider +3 maakte en daarmee aan de leiding bleef, weliswaar gedeeld met Thomas Aiken, die +2 maakte, en Anders Hansen. Tiger Woods en Lee Westwood speelden par.
Maarten Lafeber maakte -4 en Nicolas Colsaerts -3, zij zijn mooi in het klassement gestegen. Met Derksen ging het minder goed, hij stond level par tot hole 12 maar maakte daar een 8 (+4). Martin Kaymer eindigde ook op +4 en zakte naar de 46ste plaats. 

Raphaël Jacquelin maakte een hole-in-one op hole 7.

### Ronde 4

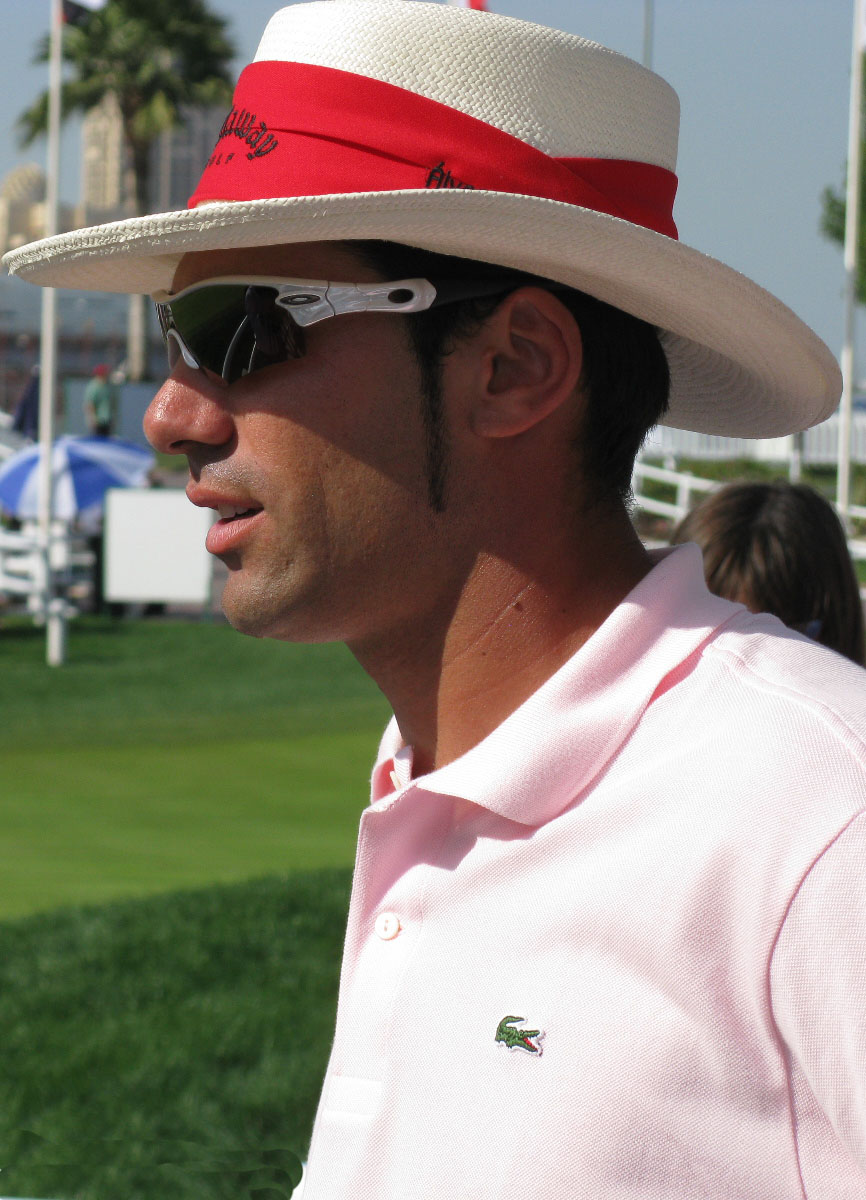
Alvaro Quiros in Dubai (2009)

Aan het begin van deze ronde staan de top 10 spelers -7 of -8. Die groep valt al snel uiteen. Sergio García, Rory McIlroy en Tiger Woods staan +1 na negen holes, Jean-Baptiste Gonnet en Anders Hansen handhaven zich, James Kingston dringt zich binnen in de groep en deelt daarna zelfs even de leiding met Alvaro Quiros. Dan maakt Alvaro op hole 12 een hole-in-one, de derde van het toernooi, en komt hij op -11. Kingston en Hansen volgen hem op -9 en 5 spelers staan op -8, allen zijn dan nog in de baan.
Derksen is al vroeg met -1 binnengekomen en is wat in het klassement gestegen. Nicolas Colsaert en Floris de Vries hebben het toernooi onder par gespeeld. Maarten Lafeber ook, hoewel hij vandaag een slechte ronde had. 
Alvaro staat met -11 weer aan de leiding als hij op de laatste hole afslaat. Kingston is al binnen met -10 en Anders Hansen staat op -10 en speelt twee partijen achter hem. Het lukte Hansen niet nog een birdie te maken dus Alvaro Quiros won het toernooi.
- Leaderboard

| Naam               | R1 | R1  | Stand | R2 | R2  | Totaal | Stand | R3 | R3  | Totaal | Stand | R4 | R4  | Totaal | Stand |
| ------------------ | -- | --- | ----- | -- | --- | ------ | ----- | -- | --- | ------ | ----- | -- | --- | ------ | ----- |
| Alvaro Quiros      | 73 | +1  | T65   | 68 | -4  | -3     | T27   | 68 | -4  | -7     | T4    | 68 | -4  | -11    | 1     |
| Anders Hansen      | 69 | -3  | T10   | 68 | -4  | -7     | T5    | 71 | -1  | -8     | T1    | 70 | -2  | -10    | T2    |
| James Kingston     | 72 | par | T45   | 72 | par | par    | T58   | 67 | -5  | -5     | T13   | 67 | -5  | -10    | T2    |
| Alvaro Velasco     | 74 | +2  | T76   | 70 | -2  | par    | T58   | 65 | -7  | -7     | T4    | 70 | -2  | -9     | T4    |
| Thomas Aiken       | 67 | -5  | T2    | 67 | -5  | -10    | T2    | 74 | +2  | -8     | T1    | 72 | par | -8     | T7    |
| Rory McIlroy       | 65 | -7  | 1     | 68 | -4  | -11    | 1     | 75 | +3  | -8     | T1    | 75 | +2  | -6     | T10   |
| Tiger Woods        | 71 | -1  | T27   | 66 | -6  | -7     | T5    | 72 | par | -7     | T4    | 75 | +3  | -4     | T20   |
| Sergio García      | 67 | -5  | T2    | 67 | -5  | -10    | T2    | 75 | +3  | -7     | T4    | 75 | +3  | -4     | T20   |
| Nicolas Colsaerts  | 73 | +1  | T65   | 71 | -1  | par    | T58   | 69 | -3  | -3     | T21   | 72 | par | -3     | T28   |
| Maarten Lafeber    | 71 | -1  | T27   | 72 | par | -1     | T44   | 68 | -4  | -5     | T13   | 75 | +3  | -2     | T31   |
| Floris de Vries    | 71 | -1  | T27   | 70 | -2  | -3     | T27   | 71 | -1  | -4     | T21   | 74 | +2  | -2     | T31   |
| Robert-Jan Derksen | 73 | +1  | T65   | 70 | -2  | -1     | T44   | 76 | +4  | +3     | T67   | 71 | -1  | +2     | T55   |
| Joost Luiten       | 72 | par | T45   | 77 | +5  | +5     | MC    |    |     |        |       |    |     |        |       |

| Leider |  | Laagste toernooironde |  | MC = missed cut = niet gekwalificeerd voor het weekend |

## De spelers
Elf van de achttien voormalige winnaars staan op de deelnemerslijst, waaronder Robert-Jan Derksen. Ernie Els won het toernooi drie keer, Tiger Woods twee keer.
| - Felipe Aguilar - Thomas Aiken - Fredrik Andersson Hed - Seve Benson - John Bickerton - Thomas Bjørn (2001) - Richard Bland - Grégory Bourdy - Gary Boyd - Markus Brier - Paul Broadhurst - Mark Brown - Rafael Cabrera Bello - Michael Campbell - Alejandro Cañizares - Christian Cévaër - Darren Clarke - Robert Coles - Nicolas Colsaerts - Rhys Davies - Robert-Jan Derksen (2003) - David Dixon - Stephen Dodd - Andrew Dodt - Jamie Donaldson - Bradley Dredge - David Drysdale - Victor Dubuisson - Simon Dyson - Rafa Echenique - Johan Edfors - Niclas Fasth - Kenneth Ferrie - Richard Finch - Ross Fisher - Oliver Fisher | - Oscar Florén - Mark Foster - Stephen Gallacher - Sergio García - Ignacio Garrido - Jean-Baptiste Gonnet - Ricardo González - Tano Goya - Richard Green (1997) - Mark F Haastrup - Matt Haines - Todd Hamilton - Anders Hansen - Søren Hansen - Peter Hanson - Grégory Havret - Peter Hedblom - Oskar Henningsson - Michael Hoey - Keith Horne - David Horsey - David Howell (1999) - Jeppe Huldahl - Raphaël Jacquelin - Thongchai Jaidee - Miguel Angel Jiménez (2010) - Michael Jonzon - Anthony Kang - Shiv Kapur - Martin Kaymer - Simon Khan - James Kingston - Søren Kjeldsen - Maarten Lafeber - Barry Lane - José Manuel Lara | - Pablo Larrazábal - Paul Lawrie - Peter Lawrie - Danny Lee - Thomas Levet - Joost Luiten - David Lynn - Matteo Manassero - Pablo Martín - Gareth Maybin - Richard McEvoy - Paul McGinley - Ross McGowan - Damien McGrane - Rory McIlroy (2009) - Edoardo Molinari - Colin Montgomerie (1996) - James Morrison - Christian Nilsson - Seung-yul Noh - Alexander Norén - Steven O'Hara - José María Olazabal (1998) - Thorbjørn Olesen - Gary Orr - Hennie Otto - John Parry - Phillip Price - Alvaro Quiros - Richie Ramsay - Robert Rock - Brett Rumford - Marcel Siem - Jeev Milkha Singh - Henrik Stenson (2007) - Richard Sterne | - Graeme Storm - Scott Strange - Alvaro Velasco - Floris de Vries - Anthony Wall - Paul Waring - Steve Webster - Lee Westwood - Peter Whiteford - Martin Wiegele - Bernd Wiesberger - Danny Willett - Oliver Wilson - Chris Wood - Tiger Woods (2006, 2008) - Fabrizio Zanotti Regioanle Order of Merit - Rikard Karlberg - Do-hoon Kim#752 - Jbe' Kruger - Michio Matsumura - Callum Nicoll (homepro) Sponsoruitnodiging - Younes Al Hassani - Ross Bain - Chris Cannon - Ben Curtis - Mark O'Meara (2004) - Marc Warren - Romain Wattel Amateurs - Hideki Matsuyama - Khaled Attieh (16 jaar) - Tom Lewis |

Als 18-jarige won de Japanse amateur Hideki Matsuyama uit Ehime in 2010 het Aziatisch Amateurkampioenschap op de Kasumigaseki Country Club (1932), waarbij hij alle rondes onder par speelde, inclusief een ronde van 65, hetgeen het toernooirecord was. Hij kreeg een wildcard voor de volgende Masters. Hij zal de eerste Japanse amateur zijn die op Augusta mee doet. Hij mag ook rechtstreeks naar de finale van de kwalificatie voor het Brits Open.